# Parana (stan)
Parana (port. Paraná, wymowaⓘ [paɾaˈna]) – jeden z 26 brazylijskich stanów, położony na południu kraju. Od północy graniczy ze stanem São Paulo, od południa ze stanem Santa Catarina i argentyńską prowincją Misiones, od zachodu Mato Grosso do Sul i Republiką Paragwaju, a na wschodzie jest Ocean Atlantycki. Granicę z Paragwajem wyznacza rzeka Parana. Stolicą stanu jest Kurytyba – największe skupisko Polonii brazylijskiej.
Na granicy z Argentyną znajduje się Park Narodowy Iguaçu. Na Paranie, 40 km od granic parku, na granicy z Paragwajem została wybudowana największa na świecie zapora wodna Hidroelétrica de Itaipú.

## Historia
Pierwsza wzmianka historyczna o obszarach dzisiejszej Parany pochodzi od bandeirantes, grupy pionierów z São Paulo, miasta, z którego już w XVI w. wyruszały ekspedycje kolonialne poszukujące kopalni złota na obszarach współczesnej Brazylii oraz części Argentyny i Paragwaju. Podróżowali oni przez północ rzekami Paraná, Paranapanema i Ivaí, aby w końcu znaleźć złoto na południu, w okolicy współczesnej Kurytyby. Stworzyli tam małą osadę opartą na wydobyciu złota. Kiedy po kilku latach złoża złota wyczerpały się, osada niemalże zniknęła. Przez następne dwieście lat osada była tylko miejscem postoju w drodze na południe, co stało się częstym zjawiskiem w XVII wieku ze względu na wzmożony przepływ bydła z Rio Grande do Sul do São Paulo i Rio de Janeiro. W 1693 roku Kurytyba była wystarczająco ludna, aby uznano ją za miasto.
Drugim obszarem rozwijanym i kontrolowanym przez Portugalczyków w XVI–XVIII wieku było wybrzeże, obszar znany dziś pod nazwą Baía de Paranaguá. Było to bezpieczne miejsce dla statków przybywających z północy i południa i już w 1648 roku tamtejszy port stał się oficjalnie miastem o nazwie Paranaguá.
Trzecim miejscem były misje hiszpańskich Jezuitów nad rzeką Parana, położone zaraz nad wodospadem Guaíra na północy, gdzie księża podejmowali próby ewangelizacji miejscowych ludów i stworzenia społecznej struktury pracy i edukacji opartej na systemie katolickim. Fakt, że misje te kontrolowane były przez Hiszpanów, uznawany był przez Portugalczyków za zagrożenie i dlatego po bitwach stoczonych między oboma mocarstwami misje zostały zniszczone, a Jezuici i większość schrystianizowanych Indian przenieśli się na obszary współczesnej północnej Argentyny.
Przez cały ten czas Parana była południową częścią São Paulo, które od powstania Cesarstwa Brazylii było określane mianem Prowincji São Paulo. W 1853 roku Prowincja Parana została odłączona od prowincji São Paulo. Spotkało się to z ostrym sprzeciwem ze strony São Paulo i Minas Gerais. Uważano, że cesarz Piotr II odłączył Paranę, aby ukarać São Paulo, które było jednym ze znaczących obszarów popierających powstanie liberalne w 1842.
Fale europejskich imigrantów zaczęły napływać po 1850, przybywali głównie Niemcy, Włosi, Polacy i Ukraińcy. Rozwój stanu jest ściśle związany z przybyciem tych imigrantów.
We wczesnym XX wieku stan posiadał dwie linie kolejowe: Paranaguá-Kurytyba (111 km) z przedłużeniem do Ponta Grossa (190 km) i odnogami biegnącymi do Rio Grande, Porto Amazonas i Antoniny; oraz São Paulo–Rio Grande, która przecina stan z północnego wschodu na południowy zachód od União da Vitória.

## Polacy w Paranie
Pierwsi osadnicy pochodzenia polskiego przybyli do Parany w zorganizowanych grupach w 1869 roku. Od 1890 roku nastąpił gwałtowny napływ imigrantów polskich z trzech zaborów. Do wybuchu I wojny światowej do Brazylii przybyło ponad 100 000 Polaków – zamieszkali głównie w stanach Parana, Santa Catarina i Rio Grande do Sul. Przybywający wówczas do Brazylii Polacy byli traktowani jak uchodźcy, ponieważ nie posiadali polskich dokumentów. Imigranci z terenów dzisiejszej Polski najczęściej trudnili się rolnictwem, żyli w polskich skupiskach, kultywowali tradycje.
Według różnych danych polonijnych w stanie Parana żyje od 700 000 do 1 500 000 osób polskiego pochodzenia. Poza Kurytybą najbardziej "polskie" są szczególnie południowe gminy w stanie jak São Mateus do Sul, Mallet, Cruz Machado i Paulo Frontin. Najbardziej znanym Brazylijczykiem polskiego pochodzenia, którego życie było związane ze stanem Paraná, był Paulo Leminski.

## Miasta
Największe miasta w stanie Parana według liczby mieszkańców (stan na 2013 rok):
| L.p. | Miasto               | Liczba ludności |
| ---- | -------------------- | --------------- |
| 1.   | Kurytyba             | 1 848 946       |
| 2.   | Londrina             | 537 566         |
| 3.   | Maringá              | 385 753         |
| 4.   | Ponta Grossa         | 331 084         |
| 5.   | Cascavel             | 305 615         |
| 6.   | São José dos Pinhais | 287 792         |
| 7.   | Foz do Iguaçu        | 263 518         |
| 8.   | Colombo              | 227 220         |
| 9.   | Guarapuava           | 175 779         |
| 10.  | Paranaguá            | 148 232         |
| 11.  | Apucarana            | 128 058         |
| 12.  | Araucária            | 129 209         |
| 13.  | Toledo               | 128 448         |
| 14.  | Pinhais              | 124 528         |
| 15.  | Campo Largo          | 120 730         |
| 16.  | Arapongas            | 112 198         |
| 17.  | Almirante Tamandaré  | 110 256         |
| 18.  | Umuarama             | 106 387         |
| 19.  | Cambé                | 102 222         |
| 20.  | Piraquara            | 101 053         |

## Galeria

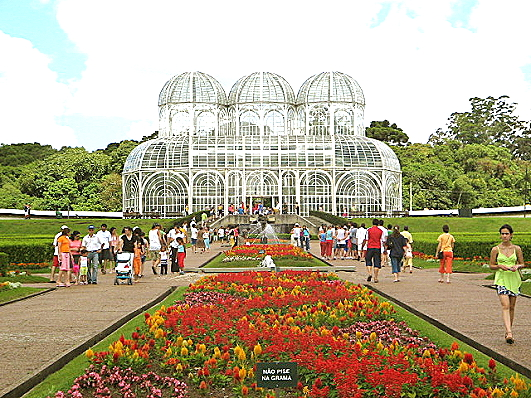
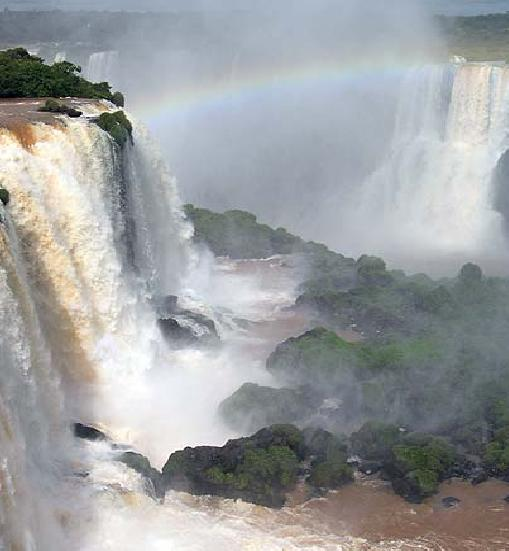
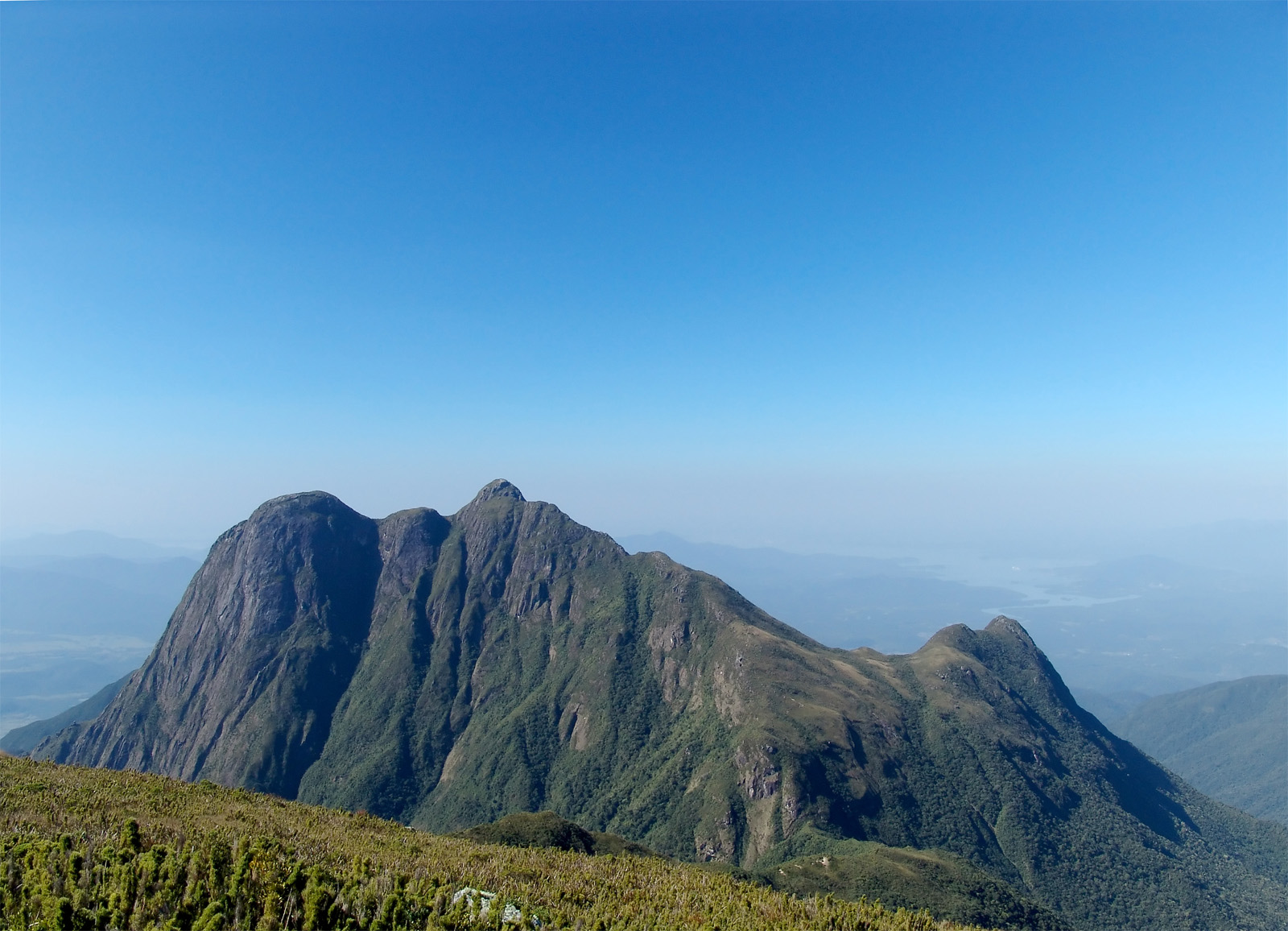
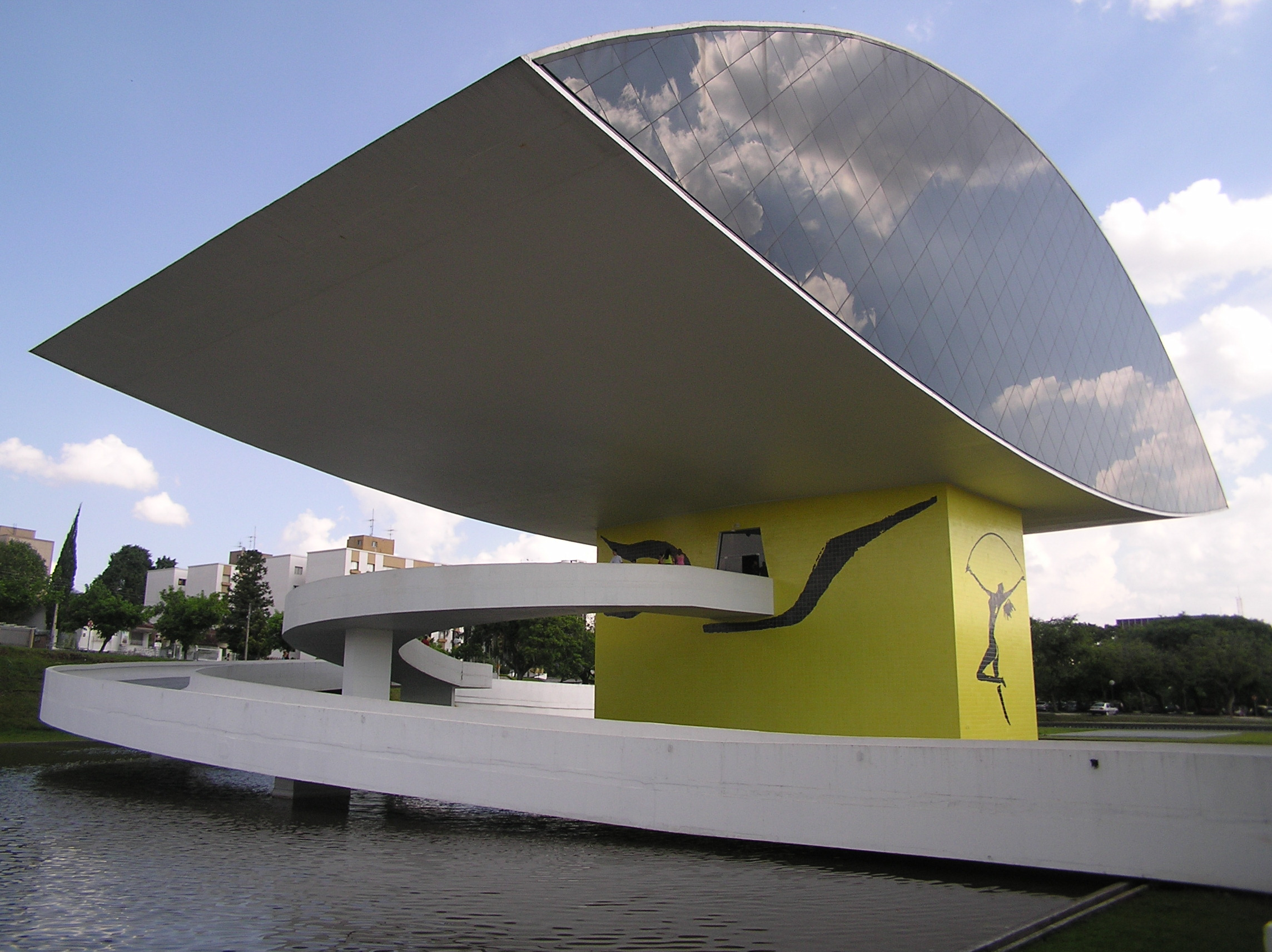
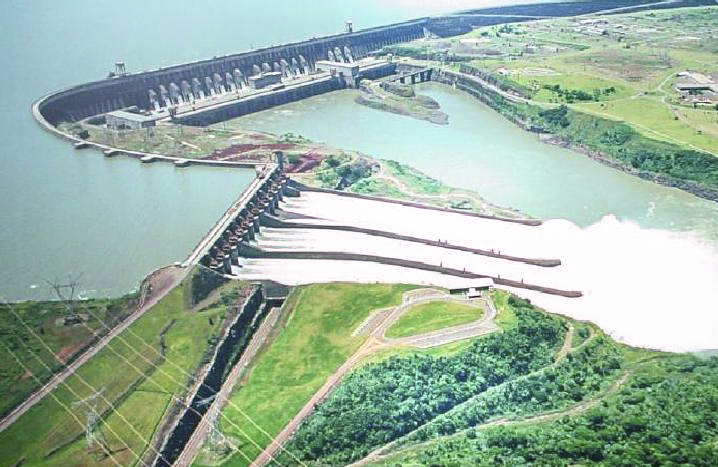
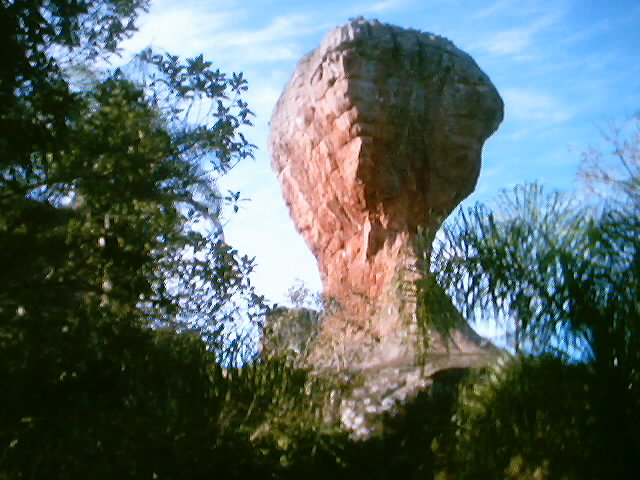
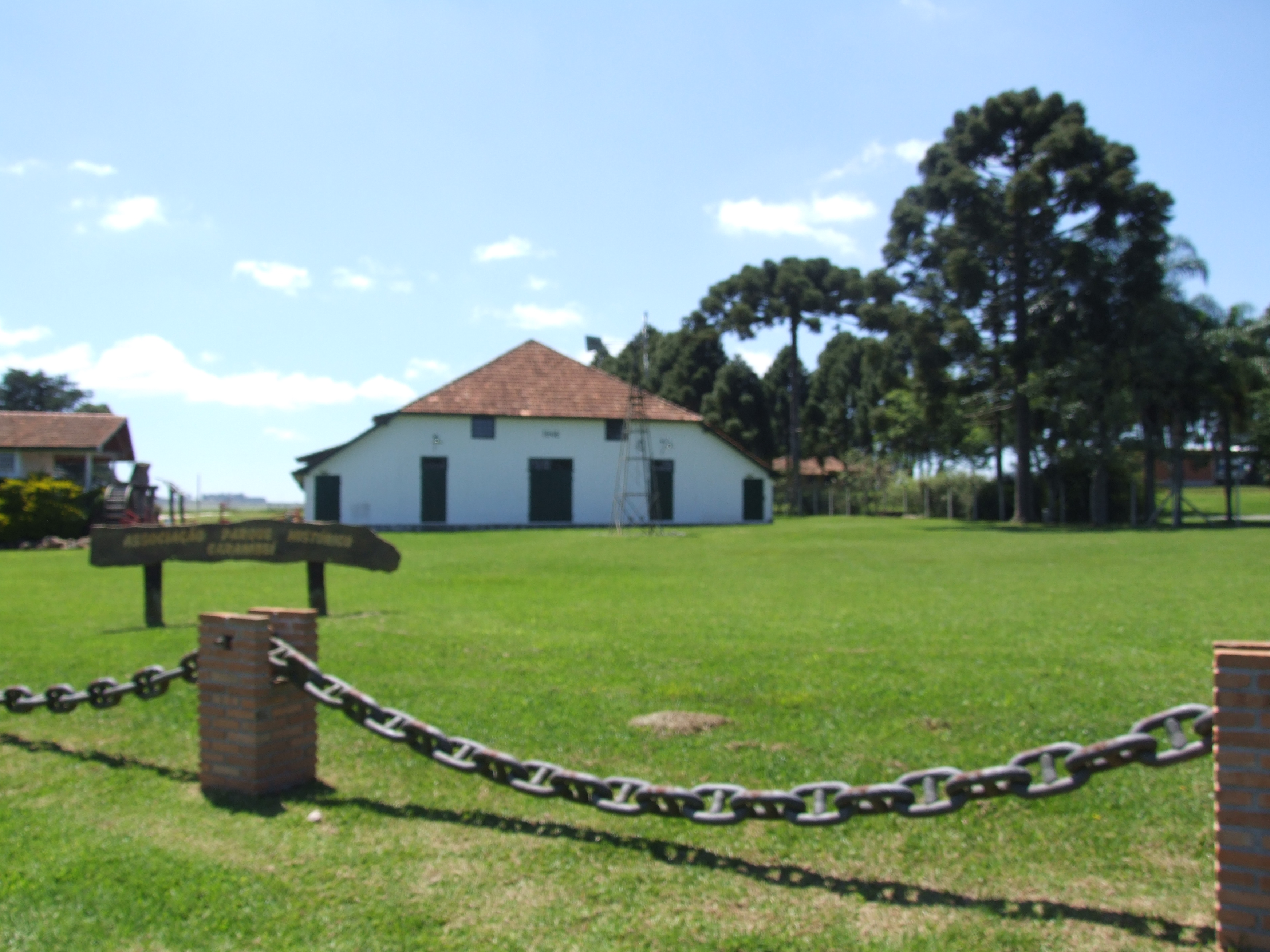
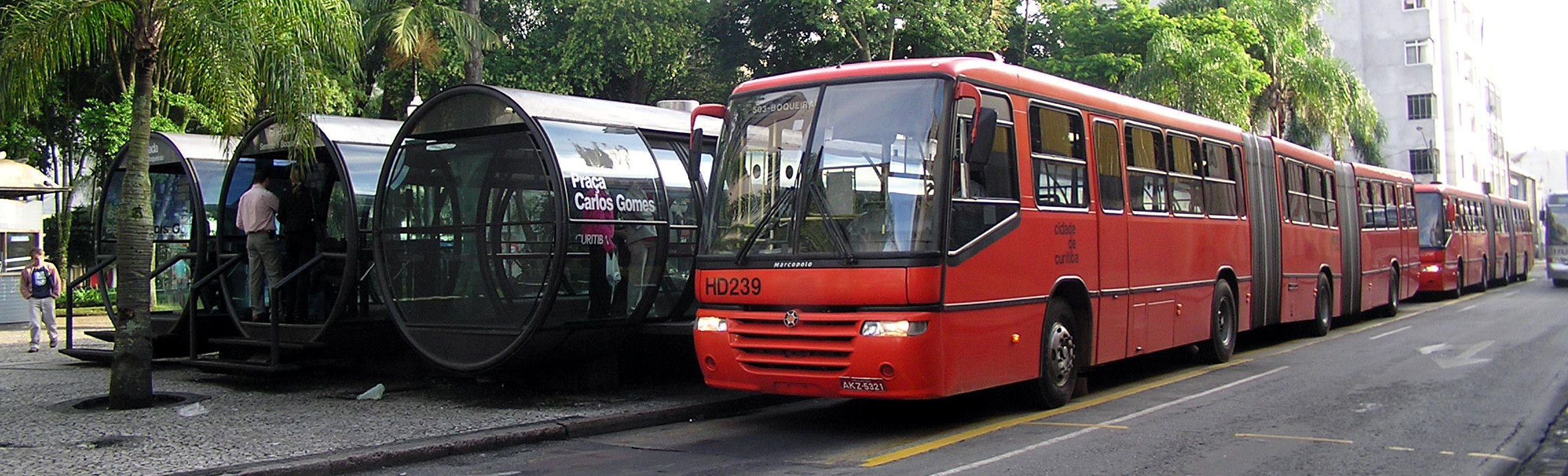
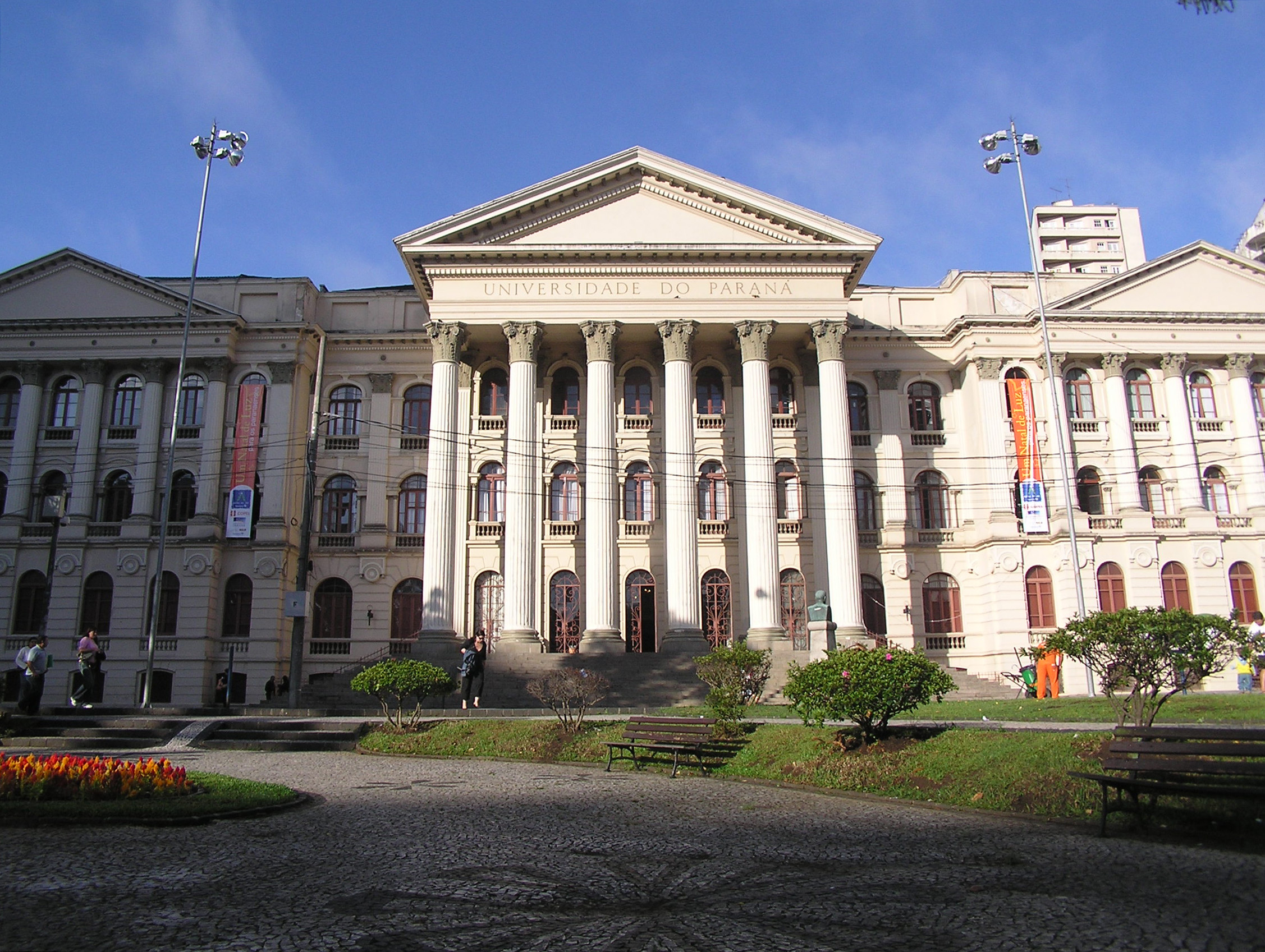
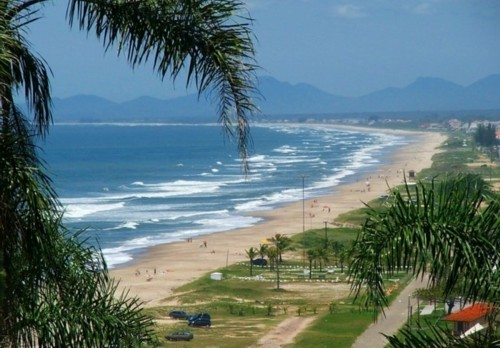